# Rhynchomeles prattorum
Il bandicoot di Seram (Rhynchomeles prattorum Thomas, 1920), noto anche come bandicoot dal naso lungo dell'Isola di Seram, è un raro marsupiale dell'ordine dei Peramelemorfi. È noto solamente a partire da una serie di sette esemplari catturati nel febbraio 1920 in un'unica località dell'isola di Seram (Indonesia). Vive nelle foreste pluviali ed uno degli esemplari è stato catturato a 1.800 m di altitudine.